# Исаев, Иса Магомедович
Иса Магомедович Исаев (род. 26 марта 1993, Дагестанская ССР) — российский дзюдоист, чемпион России.

## Спортивная карьера
Родился на границе Дагестана и Грузии, однако еще в детстве перебрался в Махачкалу. В феврале 2014 года стал победителем молодёжного чемпионата Дагестана до 23 лет. В 2014 году переехал в Башкортостан. В ноябре 2017 года в Нальчике стал чемпионом России. В марте 2019 года  уступил в финале международного турнира «Большой шлем» в Екатеринбурге французу Киллиану ле Блушу и в результате занял второе место.

## Спортивные результаты
- Чемпионат России по дзюдо 2017 года — ;